# Taliska
Le taliska est une langue construite imaginée par le romancier et philologue J. R. R. Tolkien. Elle est parlée en Terre du Milieu dans certaines versions de son légendaire[réf. souhaitée]. 

## Historique
Le taliska est une langue imaginaire, créée donc dans des buts esthétiques et de manière à ressembler à une langue réelle. C'est la première langue travaillée par Tolkien pour les Hommes. Lorsqu'il a écrit Le Seigneur des anneaux, il a songé faire du taliska la langue principale du Rohan.[réf. nécessaire]
Elle n'est pas explicitement mentionnée comme faisant partie des dernières versions du légendaire de Tolkien. Dans les premières versions, le taliska est la langue parlée par les Hommes lorsqu'ils sont arrivés en Beleriand, précisément par deux des trois Maisons des Edain : celles de Bëor et de Haleth ; il n'est pas apparenté à la langue parlée par la Maison de Hador. Par la suite[réf. incomplète], la Maison de Hador parle un ancien adûnaic (la « Langue de l'Ouest », qui s'impose à Númenor), celle de Bëor parle une langue apparentée, celle de Haleth parle une langue non-apparentée, et le taliska n'est plus cité[source insuffisante].
J. R. R. Tolkien a travaillé sur une grammaire et un lexique du taliska, mais ni son fils et exécuteur littéraire Christopher ni les éditeurs des fanzines spécialisés Vinyar Tengwar et Parma Eldalamberon n'ont, à l'heure actuelle (en 2011), publié ces textes. Néanmoins, Carl F. Hostetter, responsable éditorial des Vinyar Tengwar a affirmé en 2004, posséder les photocopies des manuscrits en question, en vue d'une future publication.

## Influences
Dans la fiction, le taliska a été influencé avant l'arrivée des Edain en Beleriand par le khuzdul, la langue des Nains, puis par la langue des Elfes sylvains (à laquelle Tolkien a par la suite donné le nom de nandorin).
L'influence du nandorin dans la fiction, langue construite (très probablement) à base du vieil anglais, se traduit dans la réalité par l'influence d'une autre langue germanique, le gotique (une langue qui a intéressé Tolkien très tôt), que l'on ressent principalement dans la phonologie.
L'influence du gotique se retrouve également en partie dans le vocabulaire ; on trouve cependant dans ce dernier des racines eldarines (la langue construite des Eldar), ce qui fait penser qu'il s'agissait pour Tolkien de créer une langue, dans l'histoire interne, qui fasse le pont entre les langues de la Terre du Milieu et les langues indo-européennes.
Le taliska est écrit dans un alphabet pseudo-runique, le skirditaila (« série runique », « runic series »), cité dans The Treason of Isengard mais pour lequel aucun exemple n'est donné. C'est l'un des premiers de ce type créé par Tolkien, avant l'alphabet angerthas composé de cirth (« runes » en sindarin) ; il est dérivé dans la fiction des runes utilisées par les Elfes Daniens, et semble avoir été pensé pour servir de lien entre les runes du Beleriand et les runes germaniques.